# Niesoord
Niesoord, vroeger ook Nijsiesoord (Gronings Naisiesoord of Niesjesoord), is een gehucht in de gemeente Oldambt in de provincie Groningen. Het ligt in Midwolda aan de zuidkant van dit dorp en aan de rand van het in 2005 gegraven Oldambtmeer.

## Geschiedenis
Het buurtje is rond 1820 ontstaan. De naam Nijsiesoord (1850) of Niesoord (1857) verwijst naar de familie Nies, een strenggelovige familie die een groot perceel hoogveen verhuurde aan veenarbeiders, die daar eigen woningen konden bouwen. Eigenaar van het land waarop in 1832 twaalf huizen stonden, was de weduwe van de rijke herenboer en oud-wethouder Jan Nies (1771-1827). In 1840 stonden aan het laantje 30 huizen met 150 inwoners. Rond 1900 werd ook de andere kant van de Nanningalaan bebouwd. Nu heet dit de Niesoordlaan.
Het buurtje was vrij afgelegen. Verschillende kerkgenootschappen deden hun best de arme veenarbeiders het evangelie te brengen. Tussen 1874 en 1897 was vooral de gereformeerde predikant Thomas Bos uit Midwolda hier actief. In 1895 werd er een hervormd evangelisatielokaal meergezet, een houten gebouw met 100 zitplaatsen, dat vanuit de Graaf Adolf Stichting te Heiligerlee werd bediend. Door de opkomst van de sociaaldemocratie rond 1920 nam de belangstelling voor de kerkdiensten snel af. Alleen de zondagschool bleef nog een tijdje bestaan.